# Pachytriton xanthospilos
Pachytriton xanthospilos — вид земноводних родини саламандрові ряду Хвостаті.

## Поширення
Цей вид є ендеміком  Китаю. Він зустрічається у горах Манг на півдні провінції Хунань і на півночі провінції Гуандун і у горах Гупо провінції Гуансі.

## Опис
Тіло завдовжки 82 мм. Загальна довжина саламандри становить близько 157 мм.